# The Golden Compass
The Golden Compass és un proper videojoc basat en la pel·lícula La brúixola daurada que serà llançat als EUA el desembre del 2007. El videojoc serà publicat per Sega.

## Argument
Els jugadors assumeixen el rol d'una jove noia anomenada Lyra Belaqua que viatja a través del Nord congelat per rescatar un amic (Roger Parslow) segrestat per una misteriosa organització coneguda com The Gobblers. Viatja amb un panserbjýrne (ós cuirassat) anomenat Iorek Byrinson i el seu "daimonion", Pantalaimon. Junts, han d'utilitzar el seu aletheometer i uns altres elements per explorar la terra i per lluitar en el seu camí a través de diversos enemics per ajudar l'amic de la Lyra.